# Tullahoma
Tullahoma est une ville du Tennessee, située dans les comtés de Coffee et Franklin. Lors du recensement de 2010, sa population s’élevait à 18 579 habitants.

## Histoire
En 1852, la compagnie ferroviaire Nashville, Chattanooga and St. Louis Railway installa à cet endroit l'un de ses camps d'ouvriers. Le nom du camp vient de la langue chacta et signifie « pierre rouge ».

## Géographie
Selon le bureau du recensement des États-Unis, Tullahoma a une superficie totale de 57,75 km2, dont 57,50 km2 de terre et 0,25 km2 d'eau (0,43 %).

### Climat
| Mois                              | jan. | fév. | mars | avril | mai | juin | jui. | août | sep. | oct. | nov. | déc. | année |
| --------------------------------- | ---- | ---- | ---- | ----- | --- | ---- | ---- | ---- | ---- | ---- | ---- | ---- | ----- |
| Température minimale moyenne (°C) | −1   | 0    | 4    | 8     | 12  | 17   | 19   | 18   | 15   | 8    | 3    | 0    | 8,6   |
| Température maximale moyenne (°C) | 10   | 12   | 17   | 22    | 26  | 30   | 32   | 31   | 29   | 23   | 16   | 11   | 21,6  |
| Précipitations (mm)               | 142  | 132  | 150  | 122   | 100 | 104  | 130  | 97   | 84   | 74   | 99   | 142  | 1 376 |

| Diagramme climatique                                  |        |        |        |         |         |         |        |        |       |       |        |
| J                                                     | F      | M      | A      | M       | J       | J       | A      | S      | O     | N     | D      |
| 10−1142                                               | 120132 | 174150 | 228122 | 2612100 | 3017104 | 3219130 | 311897 | 291584 | 23874 | 16399 | 110142 |
| Moyennes : • Temp. maxi et mini °C • Précipitation mm |        |        |        |         |         |         |        |        |       |       |        |